# Merna Kennedy
Merna Kennedy (nacida Maude Kahler; 7 de septiembre de 1908 – 20 de diciembre de 1944) fue una actriz estadounidense de la era muda tardía y el período de transición en películas sonoras.

## Carrera
Nació en Kankakee, uno de los dos hijos de Maud (de soltera Reed) y John Kahler, un carnicero alemán-estadounidense convertido en quiropráctico. Después de que sus padres se separaron, su madre trasladó a la familia a California, donde se casó con un tendero dos años más tarde, y cambió su nombre a Kennedy. Al estallar la Primera Guerra Mundial, su madre preparó a Merna, de siete años, y a su hermano Melvin (conocido como Merle) para hacer una gira como un acto de hermanos bailando y cantando en los circuitos teatrales Orpheum y Pantages del vodevil, donde conoció a Lita Grey. Merle se rompió la pierna terminando el dúo, lo que llevó a Grey a sugerir películas mudas  a Merna.
Kennedy fue mejor conocida durante su breve carrera por su papel junto a Charles Chaplin en la película muda The Circus (1928), un papel para el que fue traída a la atención de Chaplin por su amiga Lita Grey, quien se convirtió en la segunda esposa de Chaplin en 1924. Tenía el pelo rojo y musculosas piernas. (debido a ser una bailarina,) el último de los cuales le ayudó a ganar el papel del jinete de circo a pelo.

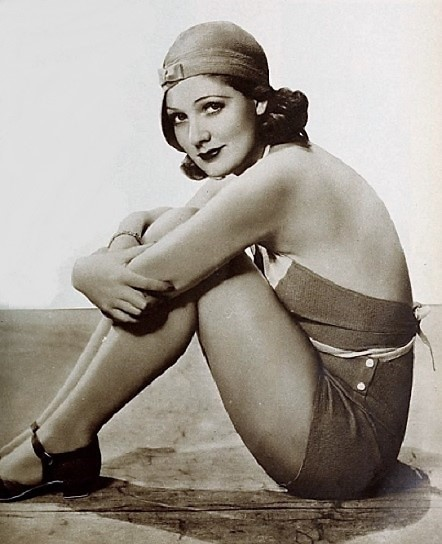
Merna Kennedy en mayo de 1933.

Kennedy continuó actuando después de The Circus, protagonizando las primeras películas sonoras, pero se retiró en 1934 cuando se casó con el coreógrafo y director Busby Berkeley el 10 de febrero de 1934 en la Hollywood United Methodist Church. Su matrimonio se rompió por 1936.

## Muerte
Kennedy murió a los 36 años de un ataque al corazón el 20 de diciembre de 1944, cuatro días después de su matrimonio con el sargento maestro Forrest Brayton. Ella está enterrada en el Inglewood Park Cemetery, Inglewood, California.

## Filmografía

### Películas mudas

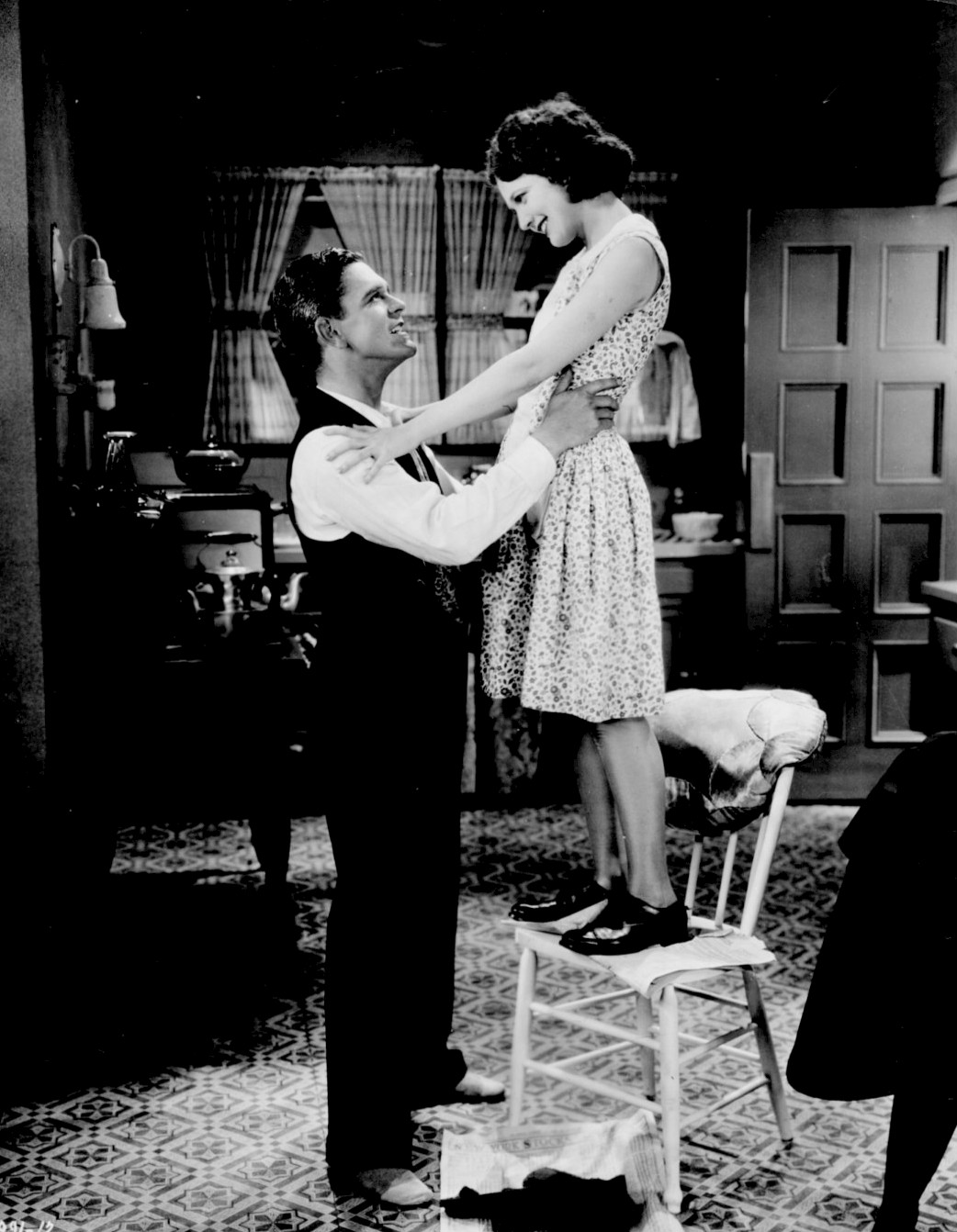
Kennedy y Glenn Tryon en la película Skinner Steps Out (1929)

- 1928 The Circus como la hijastra del maestro de ceremonias, un jinete de circo
- 1929 Barnum Was Right
- 1929 Skinner Steps Out

### Sonoras
- 1929 Broadway
- 1930 The Rampant Age
- 1930 Embarrassing Moments
- 1930 The King of Jazz
- 1930 Worldly Goods
- 1930 The Midnight Special
- 1931 Stepping Out
- 1932 The Gay Buckaroo
- 1932 Lady with a Past
- 1932 Ghost Valley
- 1932 Come On, Tarzan
- 1932 The All American
- 1932 The Red-Haired Alibi
- 1932 I Like It That Way
- 1933 Laughter in Hell
- 1933 Emergency Call
- 1933 Easy Millions
- 1933 Don't Bet on Love
- 1933 I Love That Man (escenas eliminadas)
- 1933 Arizona to Broadway
- 1933 Police Call
- 1933 The Big Chance
- 1933 Son of a Sailor
- 1934 Wonder Bar
- 1934 Jimmy the Gent